# Hispo sulcata
Hispo sulcata is een spinnensoort in de taxonomische indeling van de springspinnen (Salticidae).
Het dier behoort tot het geslacht Hispo. De wetenschappelijke naam van de soort werd voor het eerst geldig gepubliceerd in 1981 door Fred R. Wanless.